# Benedikt Jahnel

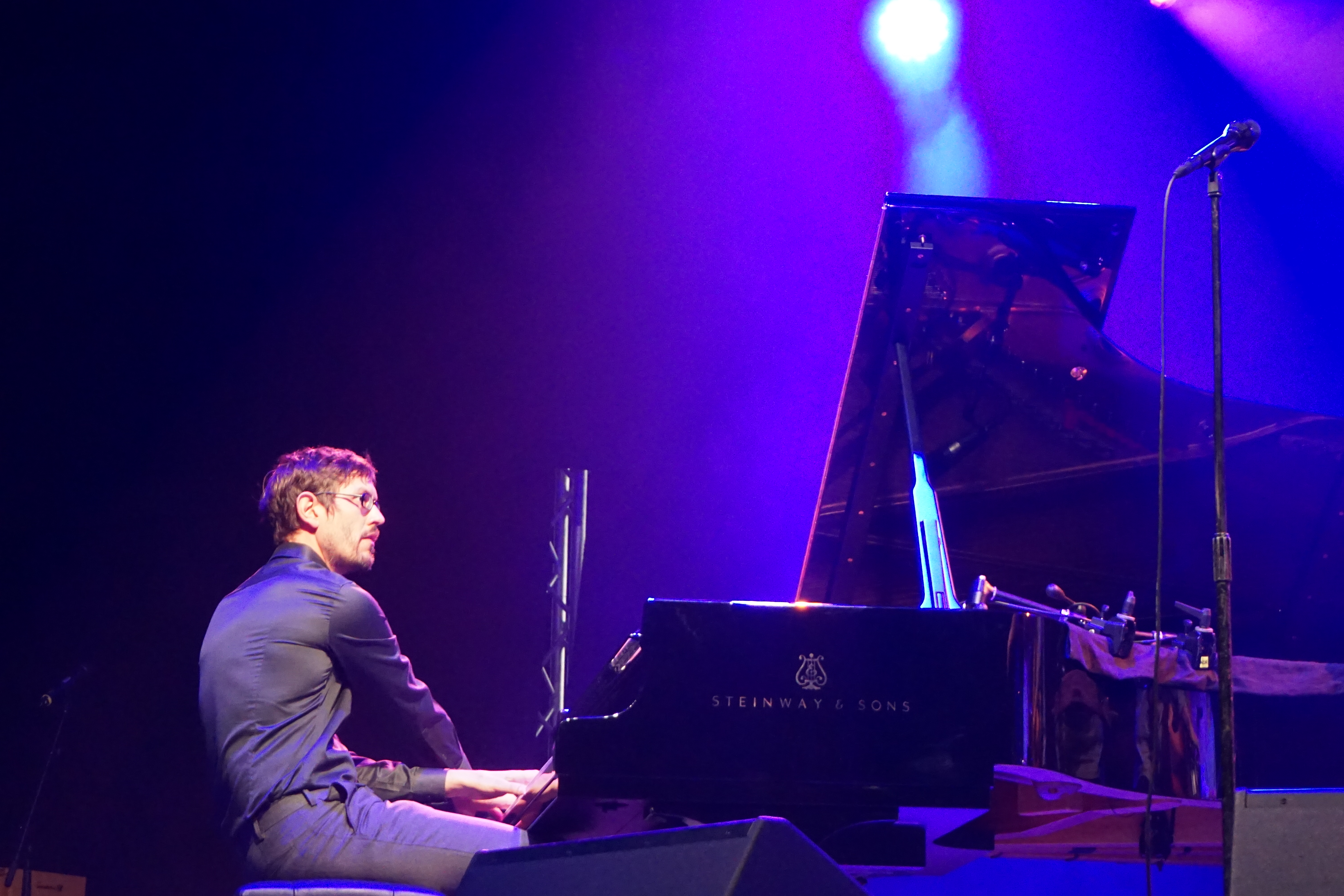
Benedikt Jahnel beim Konzert seines Trios auf JazzBaltica am 25. Juni 2016

Christoph Benedikt Jahnel (* 28. Mai 1980 in Saint-Martin-d’Hères, Frankreich) ist ein deutscher Jazzmusiker (Piano, Komposition) und Mathematiker.

## Leben und Wirken
Jahnel wuchs in Oberbayern auf und begann im Alter von zehn Jahren Klavier zu spielen. Er erhielt zunächst klassischen Unterricht, bevor er den Jazz entdeckte. Während der Schulzeit gründete er eigene Bands, aus denen sich 1999 mit Max von Mosch, Benny Schäfer und Andi Haberl die Band max.bab entwickelte, die mehrere Wettbewerbe gewann und bis heute unverändert besteht. Jahnel wurde Mitglied im bayerischen Landesjugendjazzorchester sowie im Bundesjazzorchester. Jazz-Piano studierte er an der Universität der Künste Berlin bei Hubert Nuss und David Friedman und am City College New York bei John Patitucci, Garry Dial, Clarence Penn, Kenny Werner und Jean-Michel Pilc.
Mit max.bab veröffentlichte er bisher sieben Alben. Seit 2002 gehört er zudem zur gleichfalls festen Formation Cyminology, mit der er mehrfach ausgezeichnet wurde, sechs Alben vorlegte und viele Auftritte im In- und Ausland absolvierte. Zudem gründete er 2005 ein eigenes Trio mit Antonio Miguel (Bass) und Owen Howard (Schlagzeug), dessen zweites und drittes Album er bei ECM Records veröffentlichte. Das Deutschlandfunk-JazzFacts-Porträt charakterisierte dessen Sound im Porträt anlässlich des dritten Albums des Trios als geprägt von „impressionistisch gefärbten Klängen und handfesten Grooves“.
Mit Peter Ehwald leitete er ein Doppelquartett (Veröffentlichung 2008 bei Konnex Records). Auch spielte er mit dem Prana Trio New York und dem Matteo Sabatini Quartet. Weiterhin arbeitete er mit Rich Perry, Phil Woods, Ack van Rooyen, Johannes Enders, Charlie Mariano, David Friedman, Frank Möbus, Wolfgang Muthspiel, Dave Liebman, John Abercrombie, Clarence Penn, Henning Sieverts, Bart van Lier, Kate McGarry und Martin Stegner. Er komponierte auch für seine Band Das Kaktus 6tett, das Metropole Orkest und für Max Frankl.
Jahnel hat sich 2014 an der Ruhr-Universität Bochum in der mathematischen Physik über Gibbsmaße promoviert. Seit 2015 ist er wissenschaftlicher Mitarbeiter am Weierstraß-Institut Berlin und leitet dort seit 2021 eine Leibniz Junior Research Group zum Thema "Probabilistische Methoden für dynamische Kommunikationsnetzwerke". Jahnel habilitierte 2021 an der Technischen Universität Berlin über "Stochastic Geometry and Communication Networks & Statistical Mechanics for Point Processes and Stochastic Dynamics" und ist seit 2022 Professor für anwendungsbezogene Stochastik an der Technischen Universität Braunschweig. Seine Forschungsschwerpunkte sind Gibbsmaße und Phasenübergänge, zum Beispiel im Zusammenhang mit Bose-Einstein Kondensation, interagierende Teilchensysteme mit Anwendungen in der Analyse von Virusausbreitungen in zufälligen Graphen, sowie mobile ad-hoc-Netzwerke. 2020 erschien das von ihm gemeinsam mit Wolfgang König verfasste Buch Probabilistic Methods in Telecommunications.

## Diskographische Anmerkungen
Mit dem Benedikt Jahnel Trio
- Modular Concepts, (Material Records 2008)
- Equilibrium, (ECM 2012)[7][8]
- The Invariant, (ECM 2017)[9]

Mit dem Kaktus 6tett
- Das Kaktus 6tett, (Embab 2006)